# Jefremov (město)
Jefremov (rusky Ефре́мов) je město na jihu Tulské oblasti v Ruské federaci. S počtem přibližně 37 tisíc obyvatel patří k největším městům celé oblasti. Má statut monoměsta Ruské federace.

## Poloha
Město leží řece Krasivaja Meča (přítok Donu), 318 km jižně od Moskvy a 144 km od Tuly na železniční magistrále Moskva–Donbas. 

## Podnebí a přírodní jevy
Klima je mírné kontinentální s teplým dlouhým létem a mírnou chladnou zimou s častými oblevami. V lednu, nejchladnějším měsíci, dosahovala průměrná teplota −6,8 °С, v nejteplejším měsíci červenci dosahovala +19,8 °С (podle měření z let 1981 až 2010). Průměrná roční teplota je +6 °C, roční srážky jsou přibližně 600 mm. Převládají západní, jihozápadní a jižní větry.
Město zasáhlo 22. května 2013 tornádo, které pobořilo více než 200 domů a poranilo ženu.

## Dějiny

### Velká vlastenecká válka
V bojích mezi 3. a 13. listopadem 1941 jednotky německého LIII. armádního sboru s podporou tankové brigády Heinricha Eberbacha, během střetů v oblasti Ťoplého, zatlačily sovětské jednotky zpět do Jefremova, zajaly více než tři tisíce vojáků a ukořistily značné množství techniky. Po úporných bojích obsadila 20. listopadu město 18. obrněná divize Wehrmachtu a udržela jej i proti následným protiútokům.

## Osobnosti
- Ivan Alexejevič Bunin (1870–1953), spisovatel, laureát Nobelovy ceny za literaturu; mezi lety 1906 a 1910 ve městě žil a pracoval
- Pafnutij Lvovič Čebyšev (1821–1894), matematik; žil a pracoval ve svém venkovském domě u Jefremova
- Vladimir Michajlovič Mjasiščev (1902–1978), sovětský letecký konstruktér

## Doprava
Jefremov je významným dopravním uzlem jihu Tulské oblasti.

### Letecká doprava
Nedaleko města se nalézá bývalé vojenské letiště Jefremov-3.

## Partnerská města
Liptovský Mikuláš; coby symbol přátelství je jedna z ulic pojmenována po Slovenském národním povstání (улица Словацкого Восстания; 53°8′51″ s. š., 38°6′50″ v. d.)